# ヤクブ・バルトコフスキ
ヤクブ・バルトコフスキ（Jakub Bartkowski 、1991年11月7日 - ）は、ポーランド・ウッチ出身のプロサッカー選手。レヒア・グダニスク所属。ポジションは、ディフェンダー（ライトバック）。